# Saccoglossum verrucosum
Saccoglossum verrucosum là một loài thực vật có hoa trong họ Lan. Loài này được L.O.Williams miêu tả khoa học đầu tiên năm 1943.